# فرانتشيسكو نيكاسترو
فرانتشيسكو نيكاسترو (بالإيطالية: Francesco Nicastro)‏ (22 مايو 1991 بكامبوفرانكو في إيطاليا - ) هو لاعب كرة قدم إيطالي في مركز الهجوم. لعب مع نادي بيزا ونادي ريميني ونادي كاتانيا وAC Bellaria Igea Marina ‏ وSSD 1937 Milazzo ‏ ويوفي ستابيا.

## روابط خارجية
- فرانتشيسكو نيكاسترو على موقع قاعدة بيانات كرة القدم.إي يو (الإنجليزية)
- فرانتشيسكو نيكاسترو على موقع Soccerway.com (الإنجليزية)
- فرانتشيسكو نيكاسترو على موقع AS.com (الإسبانية)